# Oulagan
Oulagan ou Oust-Oulagan (Oust signifie embouchure) est un village de montagne de 4 448 habitants en 2023 du centre-est de la république de l'Altaï (fédération de Russie) qui est le chef-lieu administratif du raïon d'Oulagan et de la communauté rurale du même nom.

## Géographie

### Situation
Il se trouve entre les kilomètres 51 et 58 de la route d'Oulagan à 1 300 mètres d'altitude à la confluence du Grand Oulagan et de la rivière Bachkaous. Le village possède une poste-télégraphe, un magasin, un café, une école de sport et un petit musée. Le village est habité par des orthodoxes de quatrième génération. La route principale continue au nord-est vers Balyktouïoul et une autre route mène à l'est vers le village de Saratan.

### Localités limitrophes
Tchibilia est limitrophe du village au sud-ouest. Balyktouïoul est à 14 km au nord-nord-est, tandis que Kara Koudiour est à 10 km au nord-ouest. Saratan est à 24 km au sud-est.
| Kara Koudiour | Balyktouïoul |         |
|               | Oulagan      |         |
| Tchibilia     |              | Saratan |

## Histoire
D'après liste des lieux peuplés du territoire sibérien de 1928, le village a été fondé en 1786.

## Démographie
Recensements (*) et estimations de la population,,:
| 1926* | 1939* | 1959* | 1989* | 2002* | 2010* |
| ----- | ----- | ----- | ----- | ----- | ----- |
| 117   | 1 104 | 1 057 | 2 045 | 2 609 | 3 222 |

| 2012  | 2013  | 2014  | 2015  | 2016  | 2017  |
| ----- | ----- | ----- | ----- | ----- | ----- |
| 3 270 | 3 346 | 3 441 | 3 465 | 3 516 | 3 640 |

| 2018  | 2019  | 2020  | 2021* | 2023  | - |
| ----- | ----- | ----- | ----- | ----- | - |
| 3 771 | 3 844 | 3 936 | 4 203 | 4 448 | - |